# Kleiner Dodo (Film)
Im Film Kleiner Dodo, nach den Büchern von Hans de Beer, geht es um einen kleinen Orang-Utan namens Dodo. Der Zeichentrickfilm wurde im Verleih Warner Bros. herausgebracht und kam Anfang 2008 in die Kinos.

## Inhalt
Der kleine Orang-Utan Dodo, der allerlei Geräusche mag und sie nachmacht, findet eines Tages einen seltsamen Gegenstand (Dingsbums), der vom einen LKW gefallen ist. Der alte Orang-Utan Darwin, der früher bei den Menschen lebte, erklärt ihm, das sei eine Geige. Er weist ihn in die Geheimnisse des Instrumentes ein. Mit seinem Geigenspiel bringt Dodo nicht nur seine Freunde zum Lachen. Als eine schlimme Dürre ausbricht, findet er das große Geheimnis seiner Musik heraus.
Seinen Mut beweist er, als sich sein Freund und Lehrer verletzt. Dodo nimmt den schwierigen Weg in die Menschensiedlung auf, um für seinen Freund Medizin zu besorgen. Auf dem Rückweg kann er mit Hilfe seiner Musik einen verletzten Tiger beruhigen und danach heilen.

## Weitere Veröffentlichungen
Auf DVD erschien der Film am 5. September 2008. Die DVD-Fassung erstellte das Studio Warner Home Video.